# Eviota korechika
Eviota korechika är en fiskart som beskrevs av Koichi Shibukawa och Suzuki 2005. Eviota korechika ingår i släktet Eviota och familjen smörbultsfiskar. Inga underarter finns listade i Catalogue of Life.